# 사칙연산

사칙연산의 각 부호.

사칙연산(四則運算, elementary arithmetic) 혹은 가감승제(加減乘除), 초등 연산이란 산술에서 다루어지는 계산법 중 덧셈(+), 뺄셈(-), 곱셈(×), 나눗셈(÷)의 네 가지 이항연산을 묶어 부르는 말이다. 자연수에서 정의되는 사칙연산 중에 뺄셈과 나눗셈의 경우는 제약이 있으며, 이 제약을 풀기 위한 과정에서 정수나 유리수까지 수의 범위를 넓히며 사칙연산을 생각할 수 있게 된다.
사칙연산에는 교환법칙, 결합법칙, 분배법칙 등의 성질이 있으며, 추상대수학에서는 사칙연산을 자유롭게 적용할 수 있는 수의 집합을 체라고 부르고 있다. 유리수 전체의 집합, 실수의 집합, 복소수의 집합이 체에 해당한다.

## 혼합 계산
괄호 안을 가장 먼저 계산하되, 곱셈과 나눗셈을 덧셈과 뺄셈보다 우선으로 계산해야 한다.

## 같이 보기
- 산수
- 더하기표와 빼기표
- 0으로 나누기
- 실수
- 허수